# پل پیدرسن
پل پیدرسن (دانمارکی: Poul Pedersen; ۳۱ اکتبر ۱۹۳۲ – ۲۳ دسامبر ۲۰۱۶) بازیکن فوتبال اهل دانمارک بود.
وی همچنین در تیم ملی فوتبال دانمارک بازی کرده‌است.